# Women of the Weeping River
Women of the Weeping River és una pel·lícula dramàtica del 2016 escrita i dirigida per Sheron Dayoc. Està ambientat a Sulu, amb un repartiment de no actors de la regió occidental de Mindanao. Va rebre el premi al millor director de la Secció Discoveries a la VI edició de l'Asian Film Festival Barcelona el 2018.

## Trama
Dues dones d'una remota comunitat musulmana s'enfronten a una baralla de sang creixent i s'endinsen en elles mateixes amb l'esperança de desfer la baralla de generacions enrere.

## Producció
La pel·lícula es va rodar durant dues setmanes el juliol de 2016, a Zamboanga City, i Jolo. La pel·lícula es va rodar en resolució 4K amb càmeres Sony A7S-II i Panasonic Varicam LT, amb lents Leica Summicron-C. La producció és una de les primeres pel·lícules amb Varicam LT. Més tard es va presentar als cinemes amb una relació d'aspecte de 2,35.

## Premis i honors

### QCinema International Film Festival 2016
La pel·lícula va guanya els premisr:
- Millor pel·lícula
- Millor actriu (Laila Ulao)
- Millor actor secundari (Taha Daranda)

### 40ns premis Gawad Urian
Va liderar amb 12 nominacions als 40ns Premis Gawad Urian, celebrats a ABS-CBN Studio 10 el 20 de juliol de 2017. It won six awards including:
- Millor pel·lícula
- Millor director (Sheron Dayoc)
- Millor guió (Sheron Dayoc)
- Millor actriu secundària (Sharifa Pearlsia Ali-Dans)
- Millor fotografia (Rommel Sales)
- Millor muntatge (Carlo Francisco Manatad)

## Recepció crítica
Els crítics han elogiat la pel·lícula per la seva representació dels conflictes a Mindanao.
L'escriptor Amir Mawallil opina que "el que ha aconseguit l'obra de Dayoc fins ara és la seva valenta afirmació que una família segueix sent la unitat bàsica de la nostra societat, i que si somiem amb crear un país on es mantingui la pau i l'ordre, res és tan exclusiu i intocable entre dues famílies en guerra, fins i tot la seva violència." Skilty Labastilla del Young Critics' Circle Film Desk elogia l'ús d'actors aficionats i el coneixement íntim del director de la situació a Mindanao, assenyalant que: "Women of the Weeping River destaca no sols pel maneig per Dayoc dels temes rellevants (també va escriure el guió), sinó encara més per la seva comprensió excepcional del llenguatge cinematogràfic, sobretot per confiar que les escenes funcionaran de manera més eficaç amb una partitura musical mínima, i deixant que la càmera capti pacientment la confusió interior dels personatges a través d'una aplicació intel·ligent en escena i imatges simbòliques. Ajuda que els actors de la pel·lícula, la majoria aficionats, ofereixin excel·lents representacions viscudes, especialment la nouvinguda Laila Ulao com a Satra." El bloguer Fred Hawson va lloar Taha G. Daranda-Tan, qui interpreta al patriarca a la pel·lícula: "Quan parla, tu sents que estàs escoltant el teu propi pare o avi parlant amb tu. Observa amb fermesa el rido ja que s'espera d'ell que mantingui l'honor de la família venjant les seves pèrdues. No obstant això, es pot sentir realment la seva preocupació genuïna per la seva dona i la seva família, amb la seva sincera humilitat quan es fa responsable dels danys col·laterals durant la lluita."